# Panzergruppe 1
Le Panzergruppe 1 est une unité de la taille d'une armée allemande qui a servi dans la Wehrmacht pendant la Seconde Guerre mondiale.
Le Panzergruppe 1 est formé le 16 novembre à partir du XXII. Armeekorps (mot). Il est renommé 1. Panzerarmee le 25 octobre 1941.

## Organisation

### Commandant
| Début            | fin             | Grade                | Commandant       |
| ---------------- | --------------- | -------------------- | ---------------- |
| 16 novembre 1940 | 25 octobre 1941 | Generalfeldmarschall | Ewald von Kleist |

### Chef d'état-major
| Début            | fin             | Grade  | Commandant    |
| ---------------- | --------------- | ------ | ------------- |
| 16 novembre 1940 | 25 octobre 1941 | Oberst | Kurt Zeitzler |

## Zones d'opérations
- France : novembre 1940 - mai 1941
- Front de l'Est (secteur sud) : juin 1941 - octobre 1941

## Ordres de bataille
27 juin 1941
- XXXXVIII. Armeekorps (mot)
  - 16. Infanterie-Division (mot)
  - 16. Panzer-Division
  - 11. Panzer-Division
- III. Armeekorps (mot)
  - 13. Panzer-Division
  - 25. Infanterie-Division (mot)
  - 14. Panzer-Division
- XIV. Armeekorps (mot)
  - 9. Panzer-Division
  - SS-Division Leibstandarte SS "Adolf Hitler"
  - SS-Division “Wiking”

3 septembre 1941
- XIV. Armeekorps (mot)
  - 16. Infanterie-Division (mot)
  - 25. Infanterie-Division (mot)
  - 9. Panzer-Division
- III. Armeekorps (mot)
  - 14. Panzer-Division
  - 60. Infanterie-Division (mot)
  - 13. Panzer-Division
  - SS-Division “Wiking”
  - 198. Infanterie-Division
- XXXXVIII. Armeekorps (mot)
  - 16. Panzer-Division
- Corps Mobile hongrois
  - 1re Brigade Motorisée hongroise
  - 2e Brigade Motorisée hongroise
  - 1re Brigade de cavalerie hongroise
- Corpo di Spedizione Italiano in Russia (C.S.I.R.)
  - 52a Divisione di Fanteria Autotrasportabile “Torino” italienne
  - 9a Divisione di Fanteria Autotrasportabile “Pasubio” italienne
  - 3a Divisione Celere “Principe Amedeo Duca d’Aosta” italienne